# Cégep Saint-Jean-sur-Richelieu
Le Cégep Saint-Jean-sur-Richelieu (auparavant Séminaire de Saint-Jean) est un collège d'enseignement général et professionnel situé à Saint-Jean-sur-Richelieu et Brossard, au Québec (Canada). Il est le seul établissement d'éducation supérieur du Haut-Richelieu. 

## Description

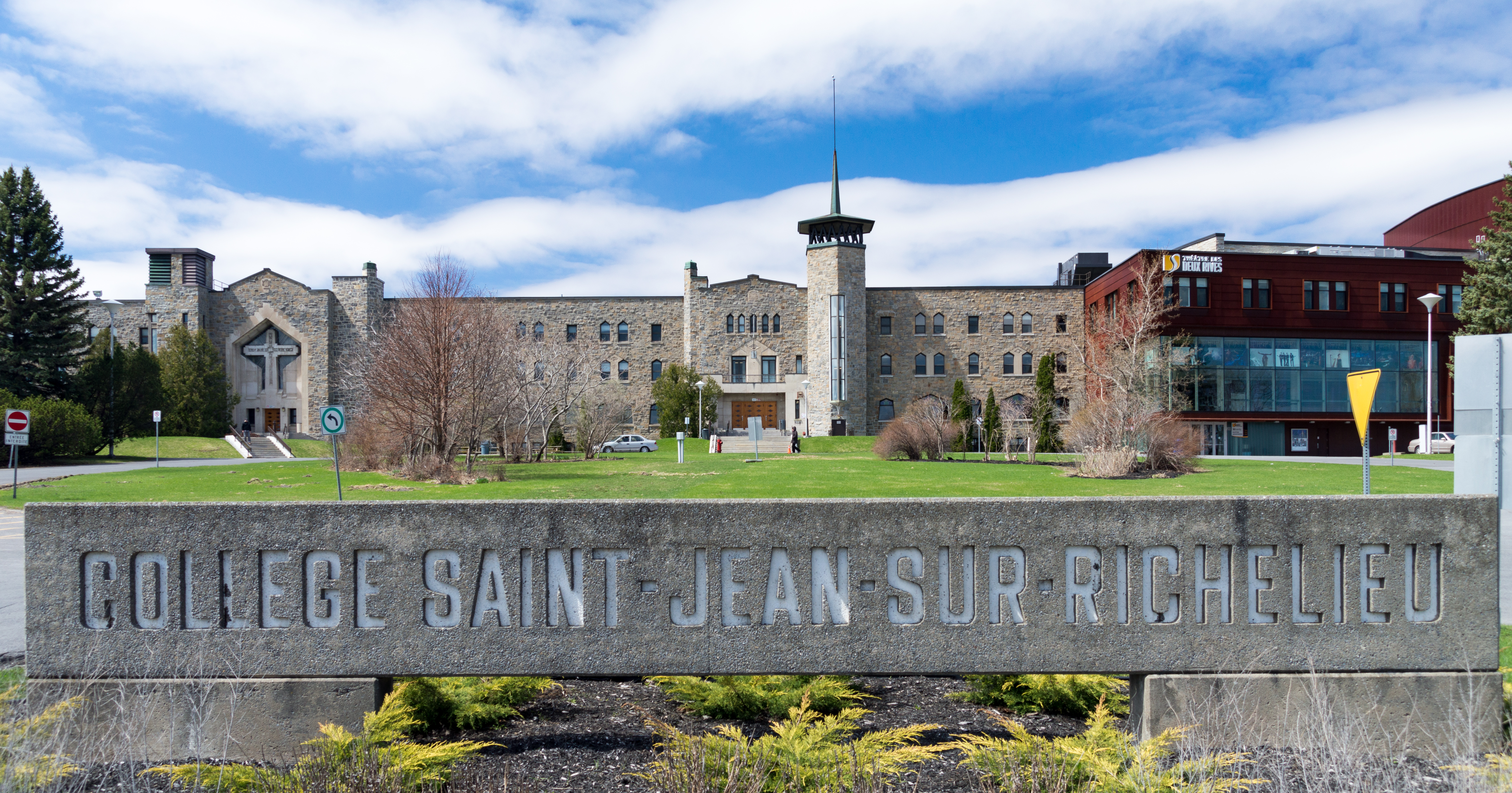
Cégep Saint-Jean-sur-Richelieu

En 2017, le Cégep Saint-Jean-sur-Richelieu offre 16 programmes d'études préuniversitaires et techniques à plus de 3 200 élèves. Il offre aussi des cours de formation continue à près de 2 700 adultes. Son personnel compte près de 400 membres.
Le Cégep offre également un programme d'études pour élèves-officiers, soit une année préparatoire à l'entrée au Collège militaire royal du Canada à Kingston (Ontario), réservée aux élèves-officiers. Le Cégep Saint-Jean-Sur-Richelieu offre également L’alternance travail-études (ATE).
Il reçoit en ses murs plusieurs étudiants étrangers, en particulier du Gabon avec lequel il a une entente de gestion du programme national gabonais des bourses et stages au Canada.
La mission du Collège est d’offrir une formation de qualité, d’offrir une éducation globale, entre autres en liant le dynamisme de la vie étudiante à la réussite éducative, d’offrir de la formation en entreprise et des services à la communauté, d’intervenir en coopération internationale et de considérer faire de la recherche appliquée.

## Histoire
Le Collège de Saint-Jean est fondé en 1911. À la suite de la création du diocèse de Saint-Jean, l'institution prend le nom de Séminaire de Saint-Jean en 1933. On y dispense le cours classique, qui correspondrait aujourd'hui aux niveaux secondaire et collégial. L'édifice original, situé au coin des rues Saint-Georges et Laurier, est incendié le 19 octobre 1939. Le Séminaire déménage à son emplacement actuel en 1941. La réforme de l'éducation au Québec dans les années 1960 mène à la création des CÉGEPS (Collèges d'enseignement général et professionnel). En 1968, le Séminaire de Saint-Jean, l'École d'infirmières et l'École des Métiers se fondent en une nouvelle institution, le Cégep Saint-Jean-sur-Richelieu,.
En 2001, le personnel du collège est choisi pour gérer pour 5 ans le programme canadien de bourses de la francophonie qui permet à des étudiants francophones du monde entier d'étudier dans des institutions scolaires francophones du Canada.
Depuis 1999, des locaux sont loués par les Forces armées canadiennes durant la période estivale afin d'y loger l'École de vol à voile de la région de l'est (ou EVVRE) dans le cadre du programme des Cadets de l'Aviation royale du Canada. À l'été 2011, on y retrouve le cours d'aérospatial avancé (CASA), la bourse de pilotage planeur et la bourse de pilotage avion, tous des cours d'une durée de 6-7 semaines. Jusqu'à l'été 2009, on y offre également le cours d'Introduction à l'Aviation (IAA) et la Musique de service, qui seront ensuite transférés au Centre d'Instruction d'été des Cadets de l'Aviation de Bagotville. Jusqu'à l'été 2005, l'ÉVVRE est l'hôte de la Musique des Cadets de la Région de l'Est (MCRE).
Le cégep participe depuis 1992 à la simulation parlementaire du Forum étudiant, tenue en janvier de chaque année à l'Assemblée nationale du Québec.

## Formations préuniversitaires et techniques[8]

### Programmes de formation préuniversitaire offerts (en 2022)
- Sciences de la nature (200.B0)
- Sciences humaines[9]
  - Profil Gestion des organisations et environnement économique
  - Profil Comportement humain et citoyenneté
  - Profil Droit et enjeux internationaux : guerre et paix
- Arts, lettres et communication (500.A1)
  - Option Multidisciplinaire (500.AE)
  - Option Langues (500.AL)
- Arts et lettres (500.A1) pour les étudiantes et étudiants inscrits avant l'automne 2014
  - Profil Culture et littérature (500.45)
  - Profil Culture et langues (500.55)
- Arts visuels (510.A0)
- Double DEC Sciences de la nature et Arts, lettres et communication, Option Langues (200.16)

### Programmes de formation technique offert (en 2017)
- Technologie d’analyses biomédicales (140.B0)
- Gestion et technologies d'entreprise agricole (152.B0 depuis A-2014, auparavant 152.A0)
- Soins infirmiers (180.A0)
- Technologie de l'architecture (221.A0) offert à compter de l'automne 2015
- Techniques de génie mécanique (241.A0)
- Technologie de l’électronique, option Ordinateurs et réseaux (243.B0)
- Techniques de travail social (388.A0)
- Techniques de comptabilité et de gestion (410.B0)
- Gestion de commerces (410.D0)
- Techniques de l’informatique (420.AA)
- Techniques de design d'intérieur (570.E0)

### Autres formations
- Cheminement Tremplin-DEC
- Programme Élève-officier

## Journaux
- Le journal officiel du Cégep est L'Éclipse.
- Le journal étudiant actuel se nomme La Tribune.
- D'autres journaux, publiés dans les institutions antérieures au Cégep (Collège de Saint-Jean et Séminaire de Saint-Jean) sont conservés à la bibliothèque du Cégep: La feuille sportive, L'Écho, L'Aiglon et Le Bulletin des Anciens[10].

## Diplômés connus
- Jean-François Bertrand (1946-), communicateur et homme politique
- Jacques Boulerice (1945-), écrivain et poète
- Janine Carreau (1948-), artiste
- Bernard Coupal, ingénieur, professeur et gestionnaire
- Michel Charbonneau (1948-), député libéral du comté de Saint-Jean de 1989 à 1994
- Luce Fontaine (1961-), écrivaine
- Fernand Lalonde (1932-), avocat et homme politique québécois
- Pierre Légaré (1949-2021), humoriste
- Jean Monbourquette (1933-2011), prêtre, psychologue et écrivain
- Guy Ouellette (1951-), policier retraité et homme politique québécois, député de la circonscription de Chomedey
- Dominick Parenteau-Lebeuf[11](1971-), dramaturge
- Alexandre Boulerice[12] (1973-) , député fédéral de la circonscription de Rosemont-La Petite-Patrie
- Dave Turcotte[13] (1983-), député de la circonscription de Saint-Jean à l'Assemblée nationale du Québec de 2008 à 2018
- Julien Corriveau (1984-), humoriste
- Samuel Fournier (1986-), (ex-) joueur de football, Eskimos d'Edmonton (maintenant Elks), Tiger-Cats de Hamilton, Alouettes de Montréal
- Pier-Olivier Lestage[14] (1997-), joueur de football, Alouettes de Montréal
- Luc Brodeur-Jourdain (1983-), entraîneur et ex-joueur de football, Alouettes de Montréal